# Maua
A Maua a rovarok (Insecta) osztályának félfedelesszárnyúak (Hemiptera) rendjébe, ezen belül az énekeskabóca-félék (Cicadidae) családjába tartozó nem.

## Tudnivalók
A Maua-fajok Délkelet-Ázsia kabócái közé tartoznak. A hím egyedek potrohának alsó felén, a harmadik és negyedik szelvények között két pár, sötét gumó található.

## Rendszerezés
A nembe az alábbi 8 faj tartozik (meglehet, hogy a lista hiányos):
- Maua affinis Distant, 1905
- Maua albigutta (Walker, 1856)
- Maua albistigma (Walker, 1850)
- Maua borneensis Duffels, 2009
- Maua latilinea (Walker, 1868)
- Maua linggana Moulton, 1923
- Maua palawanensis Duffels, 2009
- Maua quadrituberculata (Signoret, 1847)

## Fordítás
- Ez a szócikk részben vagy egészben  a   Maua (genus) című angol Wikipédia-szócikk ezen változatának fordításán alapul.  Az eredeti cikk szerkesztőit annak laptörténete sorolja fel. Ez a jelzés csupán a megfogalmazás eredetét és a szerzői jogokat jelzi, nem szolgál a cikkben szereplő információk forrásmegjelöléseként.